# ヴィータウタス・ランズベルギス
ヴィータウタス・ランズベルギス（リトアニア語: Vytautas Landsbergis、1932年10月18日 - ）は、リトアニアの政治家。
リトアニア独立革命を指導。リトアニアの独立回復後は最高会議議長として同国の国家元首となった。音楽学者でもある。

## 人物
1932年、ソ連併合前のリトアニアのカウナスに生まれる（1940年リトアニアはソ連に併合される。）1955年にリトアニア音楽学校音楽科を卒業し、1968年に音楽博士の学位を取得。1952年から1990年まで音楽理論と作曲を教える。さまざまな分野にわたる 10 の著作がある。同郷のジョージ・マチューナスが創設したフルクサスにも参加している。1978年から1990年まで、リトアニア音楽アカデミーで教鞭をとる。近代リトアニアの代表的作曲家ミカロユス・チュルリョーニスの研究者として知られる。
父は建築家のヴィータウタス・ランズベルギス＝ジェムカルニス、息子には詩人で演劇監督のヴィータウタス・V・ランズベルギスが、娘には音楽家のユーラテ・ランズベルギーテとビルテ・ランズベルギーテ＝ツェハナヴィチエネがいる。政治家のガブリエリュス・ランズベルギスは孫。
1988年に発足したリトアニア独立運動組織サユディスの創設に加わり、これを契機に政治の世界に入る。1990年の選挙でサユディスが勝利するとリトアニア共和国最高会議（国会）議長に就任し、ソ連憲法上の共和国指導者となる。（首相には同じくサユディスのカジミラ・プルンスキエネが就任。）在職期間は1990年の3月から、次の選挙の1992年11月。その間、リトアニアはソビエト連邦の構成共和国の先陣を切って、ソビエト連邦との交渉により独立国家としての地位を回復する。1990年3月、ソ連に対し独立宣言。当初ソビエト連邦（ゴルバチョフ政権）はリトアニアを実力で封じ込めようとしたが失敗した。そのため、他の共和国もこれに続いて独立を宣言する。アイスランドがリトアニアの独立を承認した最初の国であり、ランズベルギスはリトアニアが「40年にわたる外国による占領」から独立を回復することについて十分な支援を行わないアメリカ合衆国やイギリスなどの西側主要国を批判した。ランズベルギスはまたミハイル・ゴルバチョフがソビエト連邦を民主化しようとしている見方に強い疑念を示した。1991年9月、ソ連政府はリトアニア独立を承認し、名実ともに独立を達成した。
1993年に新党祖国同盟を結成する。新党は1996年の議会選挙（定数141）で得票率40%で70議席を確保し、ランズベルギスは再び1996年から2000年まで議会議長を務める。しかし1997年に出馬した大統領選挙では第1回投票で15.9%の得票の3位に終わる。決選投票では第1回投票で2位で現職のヴァルダス・アダムクスを支持し、アダムクスは大統領に選出される。2000年の議会選挙で祖国同盟は得票率8.6%で9議席にとどまった。
2004年6月13日の欧州議会議員選挙（リトアニアの定数は13）でランズベルギスは祖国同盟公認候補として当選、ランズベルギスは欧州議会の委員会および事務局のあるブリュッセルに事務所を構える。同年10月10日行われたリトアニア議会選挙では祖国同盟は得票率14.6%で25議席確保した。

## EUでの共産主義標章の禁止提案
2005年1月、欧州議会議員となったランズベルギスは、別の欧州議会議員（ハンガリー選出）の支持を得て、欧州連合（EU）においては、ナチス・ドイツとソビエト連邦の両方の標章を禁止することを主張した。ランズベルギスは、欧州委員会の司法内務担当委員であるフランコ・フラッティーニに書簡を送り、「EUがナチの標章を禁止するなら、共産主義の標章も同じく禁止すべきだ」と述べた。フラッティーニ委員はこの問題を取り上げる姿勢を見せ、「議論を行う用意がある。共産党独裁はナチと同じく、何千万人もの犠牲者を出した」と述べた。
しかし、共産主義再建党とイタリア共産党は、ランズベルギスの提案に対して激怒した。ほどなく、フラッティーニ委員は、イタリア共産党の抗議により発言を撤回する。ランズベルギスの提案は、「脱ファシズム化」の結果成立したイタリア共和国で大きな騒動を巻き起こし、2005年2月初めに、イタリア共和国内の容共政党は大規模な抗議活動を行った。この提案は、イタリア共和国のマスメディアの関心の的となった。主要日刊紙の一つである共和国新聞（La Repubblica）は、ランズベルギスへのインタビューを掲載したが、イタリアの主要日刊紙がリトアニアの政治家に1頁全部を割いたのは、イタリア史上初である。しかし、ランズベルギスの提案は、イタリア共和国の政治家には殆ど支持されなかった。一方で、ファシスト党の党首ベニート・ムッソリーニの孫である、下院議員兼欧州議会議員のアレッサンドラ・ムッソリーニは、「この提案を実行することは我々の道徳的責務である」と述べた。
この提案に対しては、ロシア連邦議会も看過しなかった。ロシア連邦下院（ドゥーマ）の第一副議長は、この提案を「異常」と述べた。別のロシア連邦共産党議員は、「一部の欧州人は増長し、誰によってファシストから解放されたか忘れている」と言った。
この論争は2005年2月初め、欧州委員会が全EUにおけるナチスドイツの標章の禁止案自体を否決したため、終結した。フラッティーニ司法担当委員は、「“赤い星”と“鎌と鎚”をEUの反差別法案に含めるのは適切ではない」と述べた。
結局、2005年2月末に、EUは、加盟25ヶ国で、「鉤十字」などナチスドイツの標章を禁止する提案を却下し、「鎌と鎚」など共産主義の標章を禁止する提案も却下した。どの標章を禁止すべきかということに加盟国の合意が得られないため、ルクセンブルク大公国が提案を撤回したからである。この提案について表現の自由を侵害するものであると懸念する意見もあった。
現在、ヨーロッパでナチスドイツとソビエト連邦の両方の標章を法律で禁止している国家は、ハンガリー、ポーランド、バルト三国（エストニア、リトアニア、ラトビア）、ウクライナである。又、2011年現在、ヨーロッパでナチスドイツの標章のみを禁止している国家は、ドイツとフランスである。

## ロシアとの軋轢
ランズベルギスは、ロシア連邦がバルト諸国に対してどんな影響力を行使することについても厳しく批判している。あらゆる機会をとらえては、ロシア連邦のバルト諸国に対する行動への疑念を国内外のマスメディアや欧州議会関係の会合で表明している。
ロシアは、帝国時代もソ連時代も現代（エリツィン体制～プーチン体制）も、バルト諸国を経済的政治的に支配する意図を捨てておらず、元KGBのエージェントなどを用いた諜報活動でこれを行おうとしていると、ランズベルギスは考えている。又、ウラジーミル・プーチンなどKGBの残党がロシア連邦の政界で大手を揮い、ソビエト連邦の国歌が復活するなど、ロシアでソ連時代への「逆コース」が進行している事も警戒している。そのため、ランズベルギスは、リトアニアや他のEU新規加盟国に対して「東からの脅威は終わっていない」と述べ、ロシアへの警戒を緩めてはならないと主張している。

## 訪日
1992年に初訪日。チュルリョーニスに関する講演などを行ったことがある。また、2009年の訪日の際には、冷戦の終結20周年に際し、青山学院大学総合研究所ビルで開かれた「鉄のカーテン解体から、ベルリンの壁崩壊へ」という講演会に出席し、「1988-1989年におけるEUと統合：リトアニアの貢献」と題した講演を行った。

## 著書
『チュルリョーニスの時代』佐藤泰一・村田郁夫（訳）。ヤングトゥリープレス、2009年。ISBN 978-4903605036 - リトアニアの画家で音楽家であったチュルリョーニスについて書いた本。

## ヴィータウタス・ランズベルギスを扱った作品
- ミスター・ランズベルギス - ドキュメンタリー映画で上映時間は4時間にもおよぶ。